# Papa Fabiano
Papa São Fabiano ou São Fabião (em latim: Fabianus) foi o vigésimo Bispo de Roma, de 10 de janeiro de 236 a 20 de janeiro de 250.
Conta-nos Eusébio de Cesareia que a eleição de Fabiano foi maravilhosa. Voltava ele de fora de Roma, com alguns amigos, quando a assembleia dos Cristãos deliberava sobre a sucessão do papa Santo Antero. Estavam divididos os votos e não se chegava a um acordo. Foi quando uma pomba branca, vinda não se sabe de onde, pousou sobre a cabeça do admirado Fabiano, que mais admirado ficou, quando, por unanimidade, os Cristãos romanos o apontaram como novo pontífice. Foi obrigado a obedecer. Recebeu ordens sagradas e tornou-se sucessor de São Pedro.
Este caso explicaria a diversidade de informações sobre Fabiano: uns dizem-no estrangeiro, outros afirmam que era de Roma, filho de Fábio. Afirma-se que era excelente professor.
Governou com retidão até à perseguição de Décio (a sétima), em que conquistou a palma do martírio, conforme relata São Cipriano, e foi sepultado em São Calisto, onde se lê seu epitáfio.
Aproveitando um tempo de relativa paz, edificara sobre os cemitérios, fizera nova divisão administrativa de regiões (que durou séculos) e, com sua autoridade, depusera o bispo Privado, da África.
A primeira expedição de missionários às Gálias (hoje França e Bélgica) é atribuída a este Papa. Em seu tempo o Império Romano continuou em terríveis convulsões políticas, sucedendo-se, quase sempre pelo assassínio, diversos imperadores: Maximino Trácio, os dois Gordianos, Filipe, o Árabe e Décio.
Filipe teria sido, de acordo com a tradição, o primeiro imperador cristão, batizado por Fabiano.
São Fabiano mártir é festejado em 20 de janeiro, juntamente com São Sebastião, o qual, porém, foi martirizado mais tarde, provavelmente em 288.